# Gerhard Herm
Gerhard Herm (* 26. April 1931 in Crailsheim, Württemberg; † 9. März 2014 in Ottobrunn) war ein deutscher Journalist und Schriftsteller.

## Leben
Herm studierte am Werner-Friedmann-Institut. Durch das Fulbright-Programm bekam er mit einem Stipendium die Möglichkeit, in den USA zu studieren.
Im Anschluss bekam Herm eine Anstellung als Journalist bei der Tagesschau. Später wechselte er zum WDR und konnte 1964 mit seinem ersten Buch Amerika erobert Europa sehr erfolgreich debütieren.
Während seiner Zeit beim Fernsehen war Herm maßgeblich an der Realisierung von mehr als vierzig Dokumentarfilmen beteiligt.
Neben seinen Arbeiten für den Rundfunk, wie Hörspiele, Features etc., verfasste Herm sehr erfolgreiche journalistische Sachbücher und Romane, vor allem zu historischen und archäologischen Themen. Als erster Sprecher und Redakteur der Philips Jahres-Chronik war er zudem auf Schallplatten zu hören.
Gerhard Herm war verheiratet.

## Auszeichnungen
- 1971: Ernst-Schneider-Preis für den besten Wirtschaftsfilm

## Werke (Auswahl)
Sachbücher
- Amerika erobert Europa. Econ, Düsseldorf 1964.
- Der Aufstieg des Hauses Habsburg. Econ, Düsseldorf 1994. ISBN 3-430-14448-5.
- Deutschland-Rußland. 1000 Jahre einer seltsamen Freundschaft. Rasch & Röhring, Hamburg 1990. ISBN 3-89136-300-1.
- Die Welt der Diadochen. Bertelsmann, München 1982.
- Strahlend in Purpur und Gold. Das heilige Reich von Konstantinopel. Econ Verlag, Düsseldorf 1979.
- Der Balkan. Das Pulverfaß Europas. Econ Verlag, Düsseldorf, Wien, New York u. Moskau, 1993. ISBN 978-3-430-14445-2.
- Glanz und Niedergang des Hauses Habsburg. Econ, Düsseldorf 1989. ISBN 3-430-14449-3.
- Glanz und Niedergang des Hauses Hohenzollern. Econ, Düsseldorf 1996. ISBN 3-430-14459-0.
- Die Kelten. Das Volk, das aus dem Dunkel kam. Econ, Düsseldorf 1975. (Platz 1 der Spiegel-Bestsellerliste vom 25. August bis zum 14. September 1975)
- Die Phönizier. Das Purpurreich der Antike. Rowohlt, Reinbek 1987. ISBN 3-499-18387-0. (Platz 1 der Spiegel-Bestsellerliste vom 27. August bis zum 21. Oktober 1973)
- Des Reiches Herrlichkeit. Ein Adelsgeschlecht von den Kreuzzügen bis zu den Türkenkriegen. Bertelsmann, München 1980. (Porträt des Hauses Hohenlohe)
- Karl der Große. Econ, Düsseldorf 1987. ISBN 3-430-14457-4.

Belletristik
- Adam Horners Söhne. Roman. Hoffmann & Campe, Hamburg 1985. ISBN 3-612-65046-7.
- Der Assassine. Roman. List, München 2000. ISBN 3-612-65046-7.
- Brockmeyers schönste Morde. Baier-Verlag, 2004.
- Die Frau von Alexandria. Historischer Roman. Econ, Düsseldorf 1997. ISBN 3-612-27283-7.
- Octavia, die Römerin. Historischer Roman. von Schröder Verlag, Düsseldorf 1997. ISBN 3-547-74444-X.
- Sturm am Goldenen Horn. Hoffmann und Campe, Hamburg 1982. ISBN 3-455-02810-1.

### Hörspiele (Auswahl)
- 1976: Asche unterm Schnee, mit Gerhart Lippert, Günter Mack, Gustl Bayrhammer, Alexander Golling, Paula Braend, Marianne Brandt, Adrian Hoven u. a. – Regie: Willy Purucker (BR/WDR)
- 1991: Adams Geschlecht – ein Krimi aus der finsteren Provinz, mit Matthias Ponnier, Margrit Carls, Horst Mendroch, Fritz Bachschmidt, Walter Gontermann, Angela Schmid, Domenico Sambuco – Regie: Hans Gerd Krogmann (WDR)
- 1998: Adieu mein armes Negerlein, mit Günter Schoß, Oliver Brod, Klaus Herm, Dirk Galuba, Joachim Hermann Luger u. a. – Regie: Klaus Dieter Pittrich (WDR)
- 2004: Ritt auf dem Tiger, mit Friedhelm Ptok, Matthias Scherwenikas, Aykut Kayacik, Dieter Mann, Nadja Engel, Joanne Gläsel, Brigitte Grothum – Regie: Burkhard Ax (WDR)